# Frank M. Robinson
Frank M. Robinson (Chicago 9 de agosto de 1926  – San Francisco (California), 30 de junio de 2014) fue un escritor estadounidense de ciencia ficción y tecno-thriller.

## Biografía
Robinson comenzó a trabajar como copista para International News Service y después como chico de los recados de Ziff Davis. Fue reclutado por la  Marina para la Segunda Guerra Mundial, y cuando terminó su gira asistió al Beloit College, donde se especializó en física, graduándose en 1950. No pudo encontrar trabajo como escritor, así que terminó de nuevo en la Marina y sirvió en Corea, donde siguió escribiendo, leyendo mucho y publicando en la revista Analog Science Fiction and Fact.
Después de la Marina, asistió a la escuela de posgrado en periodismo y luego trabajó para un suplemento dominical con sede en Chicago. Pronto se cambió a Science Digest, donde trabajó de 1956 a 1959. Desde allí, pasó a las revistas para hombres: Rogue  (1959-1965) y  Cavalier  (1965-1966). En 1969, "Playboy" le pidió que se hiciera cargo de la columna "Playboy Advisor". Permaneció allí hasta 1973, cuando se fue a escribir a tiempo completo. 
Después de trasladarse a San Francisco en la década de los 70, Robinson, que era gay, fue escritor de los discursos del político homosexual Harvey Milk (incluso tuvo un pequeño papel en el film Mi nombre es Harvey Milk de 2008. Después del asesinato de Milk, Robinson fue el ejecutor junto a Scott Smith del testamento.
Robinson fue autor de 16 libros, y editor de otros dos, y escribió numerosos artículos. Tres de sus novelas se han convertido en películas.   El poder  (1956), una novela de ciencia ficción sobre personas con habilidades sobrehumanas, filmado en 1968 como " El poder". El tecnotriller  The Glass Inferno , coescrito con Thomas N. Scortia, llevada al cine con el nombre de The Towering Inferno en 1974. Y The Gold Crew, también coescrita por Scortia, sobre un thriller de amenazas nucleares y filmado como una miniserie de NBC y retitulado "The Fifth Missile".
Colaboró en otros trabajos con Scortia, incluyendo "The Prometheus Crisis", "The Nightmare Factor" y "Blow-Out". Sus trabajos más recientes incluyen "The Dark Beyond the Stars" (1991) y una versión actualizada de "The Power" (2000), que siguió a "Waiting" (1999), una novela con temas similares a  The Power . Su última novela fue un thriller médico sobre el robo de órganos llamado  The Donor.
En la década de los 70, Robinson empezó a coleccionar seriamente las revistas de pulp-fiction antiguas que había ido leyendo. La colección generó un libro sobre la historia de las pulps como se ve a través de su vívida portada: Pulp Culture: The Art of Fiction Magazines (junto con el autor Lawrence Davidson). He attended numerous pulp conventions and in 2000 won the Lamont Award for lifetime achievement at Pulpcon.
En 2009 fue incluido en el Chicago Gay and Lesbian Hall of Fame.pilas con lo

## Trabajos

### Novelas
- The Power (1956)
- The Glass Inferno (1974, con Thomas N. Scortia)
- The Prometheus Crisis (1975, con Thomas N. Scortia)
- The Nightmare Factor (1978, con Thomas N. Scortia)
- The Gold Crew (1980, con Thomas N. Scortia)
- The Great Divide (1982, con John F. Levin)
- Blow-Out! (1987, con Thomas N. Scortia)
- The Dark Beyond the Stars (1991)
- Death of a Marionette (1995, con Paul Hull)
- Waiting (1999)
- The Donor (2004)

### Colección de historias cortas
- A Life in the Day of... and Other Short Stories (1981). Contiene 9 historias cortas: 
  - "The Maze" (1950)
  - "The Reluctant Heroes" (1951). Novelette
  - "The Fire and the Sword" (1951). Novelette
  - "The Santa Claus Planet" (1951). Novelette
  - "The Hunting Season" (1951). Novelette
  - "The Wreck of the Ship John B." (1967). Novelette
  - ""East Wind, West Wind"" (1972). Novelette
  - "A Life in the Day of..." (1969)
  - "Downhill All the Way" (1974)
- Through My Glasses Darkly, Editada por Robin Wayne Bailey (2002). Contiene 5 historias cortas: 
  - "Causes" (1997). Novelette
  - ""East Wind, West Wind"" (1972). Novelette
  - "The Hunting Season" (1951). Novelette
  - "A Life in the Day Of..." (1969)
  - "Hail, Hail, Rock and Roll" (1994)

### Cuentos
- "Situation Thirty" (1951)
- "Two Weeks in August" (1951)
- "Beyond the Ultra-Violet" (1951)
- "Good Luck, Columbus!" (1951)
- "Untitled Story" (1951). Novelette
- "You've Got to Believe" (1951)
- "The Girls from Earth" (1952). Novelette
- "Viewpoint" (1953)
- "The Night Shift" (1953)
- "Muscle Man" (1953)
- "Quiz Game" (1953)
- "The Day the World Ended" (1953)
- "Decision" (1953)
- "Guaranteed - Forever!" (1953)
- "The Siren Sounds at Midnight" (1953)
- "Planted!, AKA The Observer" (1953)
- "Quarter in the Slot" (1954)
- "The Lonely Man" (1954)
- "The Worlds of Joe Shannon" (1954)
- "One Thousand Miles Up" (1954)
- "The Oceans Are Wide" (1954). Novelette
- "The Dead End Kids of Space" (1954). Novelette
- "Cosmic Saboteur" (1955). Novelette
- "Dream Street" (1955)
- "Four Hours to Eternity" (1955)
- "You Don't Walk Alone" (1955)
- "Wanted: One Sane Man" (1955). Novelette
- "A Rover I Will Be" (1960)
- "Merry Christmas, No. 30267" (1993)
- "The Greatest Dying" (1993)
- "1969 Hail, Hail, Rock and Roll" (1994)
- "Dealer's Choice" (1994)
- "One Month in 1907" (1994)
- "The Phantom of the Barbary Coast" (1995). Novelette
- "Infallibility, Obedience, and Acts of Contrition" (1997)
- "Love Story" (2003)
- "The Errand Boy" (2010). Novelette

### Poemas
- The Nether Gardens (1945)

### NoF icción
Autobiografías
- Not So Good a Gay Man: A Memoir (2017)

Guías
- Pulp Culture: The Art of Fiction Magazines (1998, con Lawrence Davidson)
- Science Fiction of the 20th Century: An Illustrated History (1999)

Autoayuda
- Therapeutic Re-Creation: Ideas and Experiences (1974)
- A Holistic Perspective on the Disabled Child: Applications in Camping, Recreation, y Community Life (1985)
- Coping+plus: Dimensions of Disability (1995, con Dwight Woodworth Jr., Doe West)